# Райки (Хмельницький район)
Райки́ — село в Україні, у Староостропільській сільській громаді Хмельницького району Хмельницької області. Населення становить 248 осіб. Орган місцевого самоврядування — Староостропільська сільська рада.

## Герб
Щит покритий білячим червоно-срібним хутром. В лазуровій главі три золотих геральдичних троянди із срібними листками і червоними серединками, покладені в балку. Три золотих троянди – символ сільської церкви Св.Трійці. Біляче хутро – символ річки Білки.

## Історія
7 (20) листопада 1917 року, відповідно до Третього Універсалу Української Центральної Ради, увійшло до складу Української Народної Республіки.
12 червня 2020 року, відповідно до розпорядження Кабінету Міністрів України № 727-р «Про визначення адміністративних центрів та затвердження територій територіальних громад Хмельницької області», увійшло до складу Староостропільської сільської громади.
19 липня 2020 року, після ліквідації Старокостянтинівського району, село увійшло до Хмельницького району.